# Вілейський повіт
Вілейський повіт (біл. Вілейскі павет) — адміністративно-територіальна одиниця Мінської губернії та Віленської губернії. Адміністративний центр — місто Вілейка.

## Підпорядкування
- Утворений у 1793 році у складі Мінської губернії на території, що відійшла до складу Російської імперії після третього поділу Речі Посполитої.
- 1795 року Мінську губернію перетворено на Мінське намісництво.
- 1796 року Мінське намісництво знов перетворено на губернію.
- 1843 року передано до складу Віленської губернії.
- 1920 року відійшов до складу Польщі.

## Населення
За даними перепису 1897 року в повіті проживало 208,0 тис. мешканців. 
У тому числі білоруси — 86,9%; євреї — 9,5%; поляки — 2,5%. У повітовому місті Вілейка проживало 3 560 мешканців, в заштатному місті Радошковичі — 2 615.

## Склад
Станом на 1886 рік налічував 161 сільську громаду, 1279 поселень у 27 волостях. Населення — 136 257 осіб (68927 чоловічої статі та 67330 — жіночої), 11 205 дворових господарств.
|                     | Площа, десятин | У тому числі орної, десятин |
| ------------------- | -------------- | --------------------------- |
| Сільських громад    | 189481         | 108570                      |
| Приватної власності | 210766         | 76793                       |
| Казенної власності  | 38575          | 169                         |
| Іншої власності     | 4143           | 1931                        |
| Загалом             | 442965         | 161832                      |

## Адміністративний поділ
Волосний поділ станом на 1886 рік:
| №  | Назва          | Центр     | Населення | Кількість дворів | Площа, десятин | Площа орної землі, десятин | Кількість поселень (сільських громад) |
| -- | -------------- | --------- | --------- | ---------------- | -------------- | -------------------------- | ------------------------------------- |
| 1  | Будславська    | ?         | 4025      | 322              | 11851          | 3809                       | 30 (7)                                |
| 2  | Вілейська      | ?         | 5908      | 507              | 13797          | 4284                       | 60 (7)                                |
| 3  | Волковацька    | ?         | 4574      | 533              | 12072          | 4887                       | 58 (4)                                |
| 4  | В'язинська     | ?         | 6024      | 575              | 19182          | 7124                       | 57 (6)                                |
| 5  | Гермашинська   | ?         | 2795      | 291              | 8442           | 4934                       | 41 (4)                                |
| 6  | Городоцька     | ?         | 4123      | 337              | 9006           | 5267                       | 53 (5)                                |
| 7  | Долгинівська   | ?         | 6917      | 435              | 18320          | 6369                       | 39 (8)                                |
| 8  | Дуніловицька   | ?         | 3549      | 236              | 10968          | 3899                       | 23 (6)                                |
| 9  | Жоснянська     | ?         | 4448      | 313              | 11120          | 5549                       | 25 (6)                                |
| 10 | Іжська         | ?         | 8184      | 213              | 23661          | 11355                      | 21 (4)                                |
| 11 | Княгининська   | ?         | 6051      | 473              | 17696          | 9553                       | 55 (10)                               |
| 12 | Красносільська | ?         | 5260      | 548              | 20421          | 6788                       | 68 (6)                                |
| 13 | Крайська       | ?         | 6519      | 402              | 26014          | 14026                      | 48 (7)                                |
| 14 | Кривицька      | ?         | 4459      | 338              | 16614          | 4762                       | 44 (11)                               |
| 15 | Куренецька     | ?         | 5148      | 336              | 20908          | 7294                       | 39 (6)                                |
| 16 | Лебедаська     | ?         | 5556      | 362              | 9161           | 4205                       | 37 (4)                                |
| 17 | Лучайська      | ?         | 4537      | 337              | 12714          | 5419                       | 37 (4)                                |
| 18 | Маньковицька   | ?         | 6673      | 615              | 22294          | 7737                       | 86 (8)                                |
| 19 | Молодечнянська | Молодечно | 4153      | 469              | 8621           | 3967                       | 40 (5)                                |
| 20 | Мядельська     | ?         | 7297      | 980              | 43641          | 11683                      | 97 (6)                                |
| 21 | Норицька       | ?         | 2895      | 231              | 8864           | 3429                       | 25 (3)                                |
| 22 | Парафіянівська | ?         | 4085      | 313              | 14197          | 5077                       | 37 (7)                                |
| 23 | Порплицька     | ?         | 2433      | 192              | 9236           | 2585                       | 20 (5)                                |
| 24 | Рабунська      | ?         | 4239      | 398              | 20628          | 5732                       | 34 (5)                                |
| 25 | Радошковицька  | ?         | 5359      | 577              | 16692          | 7307                       | 65 (6)                                |
| 26 | Сицька         | ?         | 5324      | 349              | 17180          | 6051                       | 36 (5)                                |
| 27 | Хотенчицька    | ?         | 6879      | 520              | 34276          | 7470                       | 110 (6)                               |

Станом на 1913 рік у повіті було 25 волостей .